# 1680 год
1680 (ты́сяча шестьсо́т восьмидеся́тый) год  по григорианскому календарю — високосный год, начинающийся в понедельник. Это 1680 год нашей эры, 10‑й год 8‑го десятилетия XVII века 2‑го тысячелетия, 1‑й год 1680‑х годов. Он закончился 345 лет назад.
| Пн | Вт | Ср | Чт | Пт | Сб | Вс |
| 1  | 2  | 3  | 4  | 5  | 6  | 7  |
| 8  | 9  | 10 | 11 | 12 | 13 | 14 |
| 15 | 16 | 17 | 18 | 19 | 20 | 21 |
| 22 | 23 | 24 | 25 | 26 | 27 | 28 |
| 29 | 30 | 31 |    |    |    |    |

| Пн | Вт | Ср | Чт | Пт | Сб | Вс |
|    |    |    | 1  | 2  | 3  | 4  |
| 5  | 6  | 7  | 8  | 9  | 10 | 11 |
| 12 | 13 | 14 | 15 | 16 | 17 | 18 |
| 19 | 20 | 21 | 22 | 23 | 24 | 25 |
| 26 | 27 | 28 | 29 |    |    |    |

| Пн | Вт | Ср | Чт | Пт | Сб | Вс |
|    |    |    |    | 1  | 2  | 3  |
| 4  | 5  | 6  | 7  | 8  | 9  | 10 |
| 11 | 12 | 13 | 14 | 15 | 16 | 17 |
| 18 | 19 | 20 | 21 | 22 | 23 | 24 |
| 25 | 26 | 27 | 28 | 29 | 30 | 31 |

| Пн | Вт | Ср | Чт | Пт | Сб | Вс |
| 1  | 2  | 3  | 4  | 5  | 6  | 7  |
| 8  | 9  | 10 | 11 | 12 | 13 | 14 |
| 15 | 16 | 17 | 18 | 19 | 20 | 21 |
| 22 | 23 | 24 | 25 | 26 | 27 | 28 |
| 29 | 30 |    |    |    |    |    |

| Пн | Вт | Ср | Чт | Пт | Сб | Вс |
|    |    | 1  | 2  | 3  | 4  | 5  |
| 6  | 7  | 8  | 9  | 10 | 11 | 12 |
| 13 | 14 | 15 | 16 | 17 | 18 | 19 |
| 20 | 21 | 22 | 23 | 24 | 25 | 26 |
| 27 | 28 | 29 | 30 | 31 |    |    |

| Пн | Вт | Ср | Чт | Пт | Сб | Вс |
|    |    |    |    |    | 1  | 2  |
| 3  | 4  | 5  | 6  | 7  | 8  | 9  |
| 10 | 11 | 12 | 13 | 14 | 15 | 16 |
| 17 | 18 | 19 | 20 | 21 | 22 | 23 |
| 24 | 25 | 26 | 27 | 28 | 29 | 30 |

| Пн | Вт | Ср | Чт | Пт | Сб | Вс |
| 1  | 2  | 3  | 4  | 5  | 6  | 7  |
| 8  | 9  | 10 | 11 | 12 | 13 | 14 |
| 15 | 16 | 17 | 18 | 19 | 20 | 21 |
| 22 | 23 | 24 | 25 | 26 | 27 | 28 |
| 29 | 30 | 31 |    |    |    |    |

| Пн | Вт | Ср | Чт | Пт | Сб | Вс |
|    |    |    | 1  | 2  | 3  | 4  |
| 5  | 6  | 7  | 8  | 9  | 10 | 11 |
| 12 | 13 | 14 | 15 | 16 | 17 | 18 |
| 19 | 20 | 21 | 22 | 23 | 24 | 25 |
| 26 | 27 | 28 | 29 | 30 | 31 |    |

| Пн | Вт | Ср | Чт | Пт | Сб | Вс |
|    |    |    |    |    |    | 1  |
| 2  | 3  | 4  | 5  | 6  | 7  | 8  |
| 9  | 10 | 11 | 12 | 13 | 14 | 15 |
| 16 | 17 | 18 | 19 | 20 | 21 | 22 |
| 23 | 24 | 25 | 26 | 27 | 28 | 29 |
| 30 |    |    |    |    |    |    |

| Пн | Вт | Ср | Чт | Пт | Сб | Вс |
|    | 1  | 2  | 3  | 4  | 5  | 6  |
| 7  | 8  | 9  | 10 | 11 | 12 | 13 |
| 14 | 15 | 16 | 17 | 18 | 19 | 20 |
| 21 | 22 | 23 | 24 | 25 | 26 | 27 |
| 28 | 29 | 30 | 31 |    |    |    |

| Пн | Вт | Ср | Чт | Пт | Сб | Вс |
|    |    |    |    | 1  | 2  | 3  |
| 4  | 5  | 6  | 7  | 8  | 9  | 10 |
| 11 | 12 | 13 | 14 | 15 | 16 | 17 |
| 18 | 19 | 20 | 21 | 22 | 23 | 24 |
| 25 | 26 | 27 | 28 | 29 | 30 |    |

| Пн | Вт | Ср | Чт | Пт | Сб | Вс |
|    |    |    |    |    |    | 1  |
| 2  | 3  | 4  | 5  | 6  | 7  | 8  |
| 9  | 10 | 11 | 12 | 13 | 14 | 15 |
| 16 | 17 | 18 | 19 | 20 | 21 | 22 |
| 23 | 24 | 25 | 26 | 27 | 28 | 29 |
| 30 | 31 |    |    |    |    |    |

## События
- 1618—1683 — маньчжурское завоевание Китая. Процесс распространения власти маньчжурской империи Цин на территорию, принадлежавшую китайской империи Мин[1]. 
  - 1673—1681 — война саньфань. Восстание трёх китайских вассалов Цинской империи против маньчжурского господства; на стороне восставших выступило также признававшее власть империи Мин государство семьи Чжэн. После подавления восстания маньчжуры установили свою власть над всем материковым Китаем[1].
- 1679—1681 — Политика присоединений во Франции. Масштабная кампания аннексий пограничных территорий, осуществлённая правительством Людовика XIV[2].
- Август — индейцы подняли восстание в Санта-Фе и начали убивать испанских священников и поселенцев и сжигать церкви.
- Третий парламент Карла II. Быстро распущен.
- Восстание городских низов в Роттердаме (Голландия, Нидерланды).
- Во Франции сожжена живой «за колдовство» некая Ла Вуазен.
- Патент императора Леопольда I о барщине, ограничивавший её 3 днями в неделю.
- Владения маратхов распространяются на области, населённые тамилами и каннара (Северная и Южная Каннара, Карнатик).
- Макао становится владением Португалии.
- Туареги захватили прежнюю столицу Сонгаи Гао. Распад Сонгаи.
- Пиратом Генри Морганом создан знаменитый ром «Captain Morgan».

## Русское государство
Царствование: 1676—1682 — Фёдор Алексеевич
- 1676—1681 — Русско—турецкая война[3].
  - 1679—1680 — русско—казацкое войско Г.Г. Ромодановского и И.С. Самойловича, опираясь на вновь построенную Изюмскую засечную черту, отразило набеги крымских татар[3].
  - 26 августа (5 сентября) — в Крым отправлены послы: стольник В.М. Тяпкин, дьяк Н.М. Зотов и С. Ракович — представитель гетмана Левобережной Украины И.С. Самойловича, для ведения переговоров по заключению мирного договора между Османской империей, Крымским ханством и Русским государством (Бахчисарайский мир заключён в 1681 году)[4].
- 1679—1682 — проводится военная реформа[5].
  - Фёдор Алексеевич издаёт Указ об унификации воинских чинов.
  - Русским правительством отклонено предложение гетмана И.С. Самойловича поданное в 1679 году подчинить слободские полки гетманской власти[6].
- Милославский Иван Михайлович и поддерживающая его группировка в правительстве, безуспешно выступала против брака царя с А.С. Грушецкой. Из-за этого осенью этого года их влияние на царя и управление страной серьёзно ослабло. Многие потеряли свои должность[7].
- 18 (28) июля — царь Фёдор Алексеевич женился первым браком на дочери московского дворянина Агафье Семёновне Грушецкой (ум. 1681 году)[8].
- По царскому указу созданы военные округа (разряды), учреждён апелляционный суд в составе 12 человек — Расправная палата[8].
- Русская дипломатическая миссия в Речь Посполитую[9].
- В Вологде сгорели гостиный двор и все лавки с товарами, которые были перенесены в крепость после разорения 1613 года.
- Матвеев Артамон Сергеевич, находящийся в ссылке под стражей с 1676 года, переведён из Пустоозёрска в Окладникову слободу (сов. г. Мезень, и находился там 1680-1682)[10].
- 7 (17) ноября — Приказ Большого прихода объединён с приказом Большой казны. Делопроизводство продолжалось до 1681 года[11].
- Усмань и его окрестности подверглись нападению крымских татар[12].
- Пожалованы окольничеством: Барятинский Данила Афанасьевич, Горчаков Борис Васильевич, Лихачёв Алексей Тимофеевич, Лихачёв Михаил Тимофеевич, Лыков Михаил Иванович, Львов Степан Фёдорович, Соковнин Фёдор Прокофьевич, Стрешнев Никита Константинович, Чаадаев Иван Иванович, Языков Павел Петрович, Языков Семён Иванович[13].
- Пожалованы боярством: Урусов Фёдор Семёнович, Языков Иван Максимович[13], Заборовский Семён Иванович[14].
- Местничество: 
  - Барятинский Данила Афанасьевич и Салтыков Пётр Михайлович[15].
  - Март — докладная записка поданная Государю о наместничествах, коими по старшинству при приёме посольств и переговорах, прежде пользовались и могут впредь пользоваться бояре, окольничие, думные люди, стольники и дворяне[16].
  - 3 ноября — царский указ "О намерении султана начать войну, о высалке служилых людей в Москву" (без мест)[16].

### Города и поселения
- Под руководством Шереметева Петра Васильевича Большого начато строительство Изюмской засечной черты[17].
- Архангелогородскими купцами, московскими гостями Филатьевыми был возведён храм на Ильинке — Никола Большой Крест (не сохранился).
- На месте вышки на кремлёвской стене была построена Царская башня.
- Возле Казани основан Воскресенский монастырь, или Новый Иерусалим.
- В Саратове основан Богородицкий монастырь, ныне Саратовский Спасо-Преображенский монастырь.
- Сгорел Тобольский острог. Позднее был построен каменный кремль.
- Было основано село Бродово.
- Медынь становится вотчиной Новоиерусалимского монастыря[18].
- 1680—1690-е — велась перестройка крепости Нарва по плану, разработанному шведским фортификатором Эриком Дальбергом в 1682 году. Город расширен на север и запад, вокруг возведены 7 бастионов и несколько равелинов[19].
- Украинскими переселенцами основано село (слобода) Баланда (сов. г. Калининск)[20].

### Руководители приказов
| Года      | Приказ                  | Ф,И,О главы                       | Примечания                  |
| --------- | ----------------------- | --------------------------------- | --------------------------- |
| 1654—1680 | Оружейная палата        | Хитрово Богдан Матвеевич          |                             |
| 1664—1680 | Большого дворца         | Хитрово Богдан Матвеевич          |                             |
| 1664—1680 | Судный дворцовый приказ | Хитрово Богдан Матвеевич          | Не путать с Судным приказом |
| 1671—1680 | Костромская четверть    | Хитрово Богдан Матвеевич          |                             |
| 1676-1680 | Большого прихода        | Милославский Иван Михайлович      | Боярин                      |
| 1676-1682 | Большой казны           | Милославский Иван Михайлович      | Боярин                      |
| 1677-1680 | Иноземский приказ       | Милославский Иван Михайлович      | Боярин                      |
| 1677-1680 | Рейтарский приказ       | Милославский Иван Михайлович      | Боярин                      |
| 1677-1680 | Владимирская четверть   | Милославский Иван Михайлович      | Боярин                      |
| 1677-1680 | Галицкая четверть       | Милославский Иван Михайлович      | Боярин                      |
| 1677-1680 | Новгородская четверть   | Милославский Иван Михайлович      | Боярин                      |
| 1677-1680 | Новая четверть          | Милославский Иван Михайлович      | Боярин                      |
| 1677-1680 | Пушкарский приказ       | Милославский Иван Михайлович      | Боярин                      |
| 1679-1681 | Казённый приказ         | Милославский Иван Михайлович      | Боярин                      |
| 1676-1680 | Сыскной приказ          | Долгоруков Юрий Алексеевич        | Первый раз: 1648-1654       |
| 1676-1680 | Хлебный приказ          | Долгоруков Юрий Алексеевич        |                             |
| 1676-1680 | Устюжская четверть      | Долгоруков Юрий Алексеевич        |                             |
| 1676-1682 | Стрелецкий приказ       | Долгоруков Юрий Алексеевич        |                             |
| 1672-1680 | Казанского дворца       | Долгоруков Михаил Юрьевич         |                             |
| 1680-1682 | Разрядный приказ        | Долгоруков Михаил Юрьевич         |                             |
| 1680-1682 | Иноземский приказ       | Долгоруков Михаил Юрьевич         |                             |
| 1680-1682 | Рейтарский приказ       | Долгоруков Михаил Юрьевич         |                             |
| 1680-1682 | Пушкарский приказ       | Долгоруков Михаил Юрьевич         |                             |
| 1680-1682 | Денежного сбора         | Долгоруков Михаил Юрьевич         | Доимочный и Денежного сбора |
| 1676-1689 | Аптекарский приказ      | Одоевский Никита Иванович         | Боярин                      |
| 1680-1682 | Расправная палата       | Одоевский Никита Иванович         | Боярин                      |
| 1680-1681 | Разбойный приказ        | Шереметев Пётр Васильевич Меньшой | Боярин                      |

#### Воеводы[25]
| Года       | Город           | Ф,И,О воеводы                  | Примечания              |
| ---------- | --------------- | ------------------------------ | ----------------------- |
| 1679-1682  | Арзамас         | Ловчиков Степан Богданович     | В другом акте Иван      |
| 1676-1681  | Берёзов         | Гагарин Василий Михайлович     | Стольник                |
| До декабря | Боровск         | Приклонский Гаврила Богданович |                         |
| С декабря  | Боровск         | Сокольников Василий Андреевич  |                         |
| 1671-1684  | Братский острог | Перфирьев Иван                 | Енисейский сын боярский |

## Начало правления
См. также: Список глав государств в 1680 году
- 1680—1718 — хан казахов Тауке.

## Наука
- Изобретён паровой котёл — так называемый котёл Папена, сконструированный и изготовленный французским физиком и инженером Дени Папеном.
- Появление кометы, самой яркой в XVII-м столетии.

## Родились
См. также: Категория:Родившиеся в 1680 году
- 30 марта — Анджело Кверини, библиотекарь, почётный член Академии наук России.
- 8 октября — Черкасский, Алексей Михайлович, князь, российский государственный деятель.
- Козыревский, Иван Петрович (в монашестве Игнатий) — путешественник по Сибири.
- Готфрид Таннауер — портретист, миниатюрист и исторический живописец.

## Скончались
См. также: Категория:Умершие в 1680 году
- 6 марта — Фома Иванович Бибиков, воевода якутский[26].
- 27 марта (6 апреля) — Богдан Матвеевич Хитрово, оружейничий, глава Оружейного приказа, основатель города Симбирск[21].
- 8 мая — сёгун Иэцуна.
- 17 мая — Ларошфуко, Франсуа де (La Rochefoucauld, Francois de), французский писатель-моралист, герцог и пэр Франции.
- 28 ноября — Лоренцо Бернини, выдающийся итальянский скульптор и архитектор.
- 4 декабря — Томас Бартолин, датский анатом и математик.
- Айдабол би Кулболдыулы — казахский бий и оратор из рода Суйиндык племени Среднего жуза Аргын, родоначальник одноимённого рода.
- Ордин-Нащокин Афанасий Лаврентьевич — русский государственный и военный деятель, дипломат, боярин (с 1667 года)[27].
- Ян Сваммердам — голландский физиолог, открывший красные кровяные шарики.
- Джон Уилмот — второй герцог Рочестер, поэт и придворный.
- Михаил Радзивилл — польный гетман литовский.